# Sebastian Newdigate
Sebastian Newdigate (décédé le 19 juin 1535) est un moine chartreux anglais martyr. 

## Biographie
Issu d'une famille influente dont le père exerce le métier de juge et a ses entrées à la cour, lui-même grandit à la cour et est un familier d'Henry VIII. Il est étudiant à Cambridge avant d'entrer à la Chartreuse de Londres en 1526 où il devient prêtre quelque temps seulement avant son exécution.
Au printemps 1535, tout comme 17 autres frères et 20 moines il est sommé par les émissaires du roi de signer le serment de suprématie reconnaissant ainsi le roi comme chef suprême de l'Église. Refusant un tel serment il est alors emprisonné à la prison de Newgate le 25 mai 1535 avec ceux qui, comme lui, refusent de signer dont William Exmew et Humphrey Middlemore. On le laisse sans nourriture et sans soin espérant le faire céder. S'obstinant le 11 juin il est conduit à Westminster pour y être jugé pour trahison. Lors de son procès il nie les charges. Il est malgré tout condamné à mort. Quelques jours plus tard il est conduit à Tyburn pour y être exécuté. Il subit la peine réservée aux traîtres à savoir pendaison, éviscération et écartèlement.

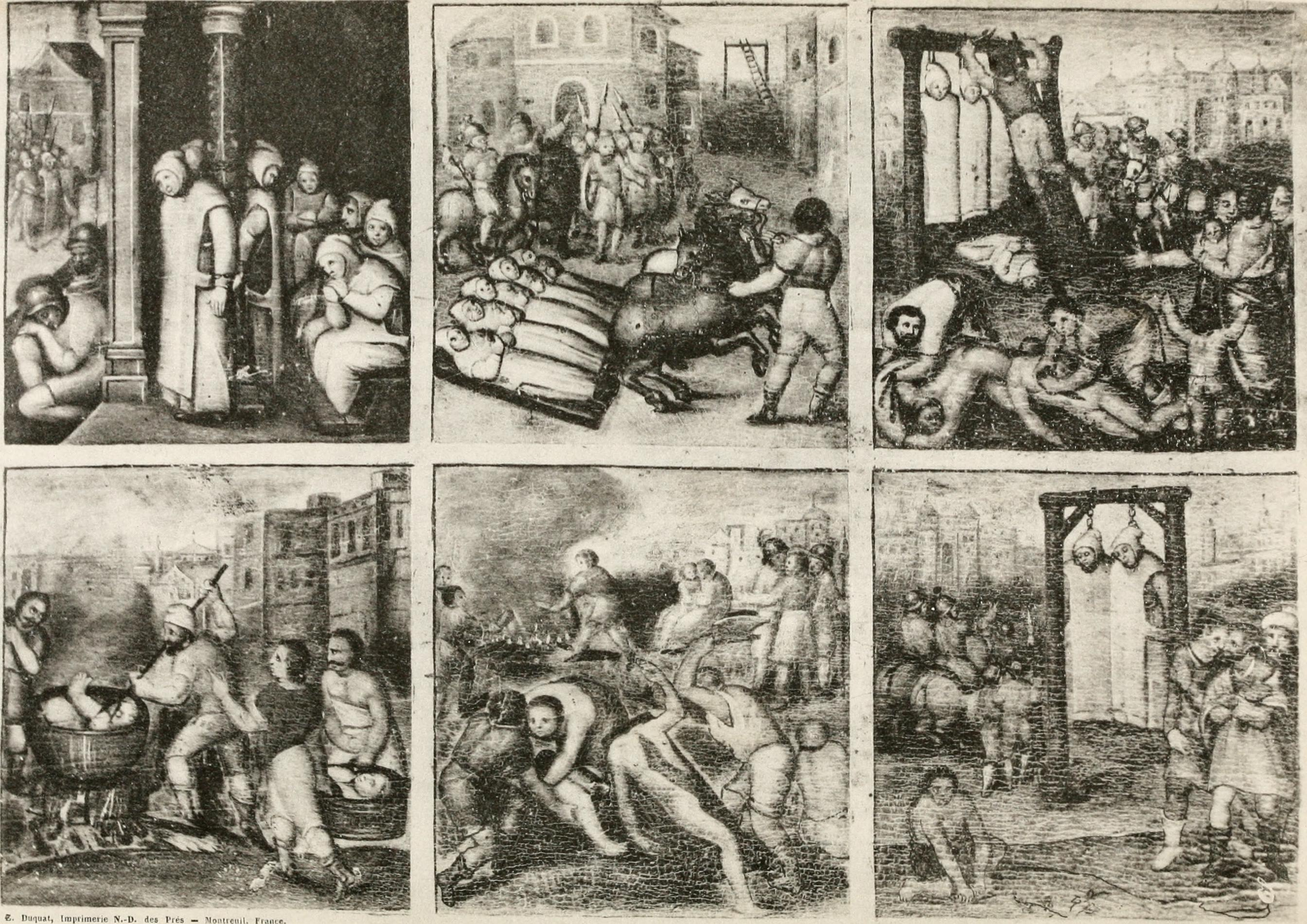
The martyrs of the London Charterhouse (the Carthusians left for starvation at the upper left edge)

## Sa vénération
Il est vénéré dans l'Église catholique romaine comme martyr et a été béatifié par le pape Léon XIII le 9 décembre 1886. Il est compté parmi les Cinquante-quatre martyrs anglais. Sa mémoire est le 19 juin.